# Olios discolorichelis
Olios discolorichelis är en spindelart som beskrevs av Lodovico di Caporiacco 1947. Olios discolorichelis ingår i släktet Olios och familjen jättekrabbspindlar.
Artens utbredningsområde är Guyana. Inga underarter finns listade i Catalogue of Life.